# Замок Эггенберг
Дворец-замок Эггенберг (Schloss Eggenberg) — крупнейшая аристократическая резиденция Штирии. Расположена на окраине Граца и занесена (с 2010 года) в список Всемирного наследия.
Усадебный дом повелел возвести в 1625 г. князь Эггенберг, фаворит и ближайший советник императора Фердинанда II, своего рода австрийский Ришельё. Его любимый зодчий Джованни Пьетро де Помис, памятуя об увлечении князя астрологией, спроектировал здание в духе ренессансной гармонии. В состав дворцово-паркового комплекса вошла позднеготическая капелла, выстроенная предками князя. 
В постройке де Помиса всё было призвано напоминать о ходе времени и движении звёзд: четыре боковые башни символизируют времена года, 52 комнаты — количество недель в году, 24 служебных помещения — количество часов в сутках. По некоторым подсчётам, в резиденции ровно 365 окон, по числу дней в году. Астрономическая иконография продолжается во фресках центрального Зала планет, в оранжерее и в наиболее старой части сада.
Замок был закончен уже после смерти заказчика, в 1635 году. Основные отделочные работы пришлись на 1641-46 гг. В 1666 г. внук заказчика поручил художнику Вайсенкирхеру выполнить для замка 600 живописных работ, которые до сих пор украшают его стены. После смерти последнего из Эггенбергов замок унаследовали их родственники, Герберштейны; они владели резиденцией до 1939 года. В XVIII веке замок был заново меблирован в стиле рококо, а старинный регулярный парк был заменён английским.
В 1939 году замок перешёл от Герберштейнов к правительству земли Штирия. Он входит в структуру Художественного музея Граца, старейшего в стране. Часть помещений используется для размещения археологической экспозиции, жемчужина которой — Штретвегская культовая повозка.